# Enantiornithes
Enantiornithes (řecky proti-ptáci) je podtřída dávno vyhynulých primitivních druhohorních ptáků, žijících asi před 131 až 66 miliony let (v období spodní až nejsvrchnější křídy). Většina z nich měla ještě primitivní vývojové znaky, jako jsou ozubené čelisti a drápy na předních končetinách. Bylo pojmenováno přes 40 rodů těchto praptáků, mnohé jsou však známé jen podle úlomků fosilních kostí.

## Název skupiny
Název „Enantiornithes“ znamená „protiptáci“, ze starořeckého 'enantios' (ἐνάντιος) „protilehlý“ a 'ornithes' (ὄρνιθες) „ptáci“ . Název vytvořil Cyril Alexander Walker v roce 1981 na základě anatomického znaku, charakteristického pro tuto skupinu a který je odlišuje od moderních ptáků: skloubení ramenních kostí. U protiptáků je konkávně-konvexní kloub mezi lopatkou (lopatkou) a korakoidem (základní kostí ramenního pletence u obratlovců jiných než savců) opačný než u moderních ptáků. Konkrétně u Enantiornithes je lopatka v tomto kloubu konkávní a miskovitá a korakoid je konvexní, tedy přesně opačným způsobem, než jak je tomu u moderních ptáků.

## Paleobiologie
Obvykle nedosahovali velkých rozměrů (například rod Iberomesornis pravděpodobně vážil jen kolem 13 gramů), rekordní rozpětí křídel z dosud známých rodů měl nejspíš Avisaurus s mírou asi 1,2 metru. Jedním z prvních popsaných druhů byl čínský Sinornis, který dosahoval délky jen kolem 14 až 25 cm. Mezi nejstarší zástupce patřil španělský taxon Noguerornis se stářím kolem 130 milionů let. Všichni enantiorniti vyhynuli spolu s neptačími dinosaury během vymírání na konci křídy. Na konci roku 2017 byla publikována studie, podle které vědci identifikovali fosilní tyčinky a čípky v oku čínského enantiornita z období spodní křídy (stáří asi 120 milionů let) a poprvé tak prokázali schopnost barevného vidění u pravěkého ptáka.
Několik enantiornitů již bylo objeveno v jantaru z Myanmaru, a to v úžasném stupni dochování. Studie z roku 2018 ukazuje, že trávicí systém enantiornitů a některých ornituromorfů byl primitivnější a méně vyspělý, než u pozdějších ptáků. To mohlo také rozhodnout o schopnosti přežití katastrofy na konci křídy před 66 miliony let (kdy enantiorniti vymírají, zatímco předkové současných ptáků nikoliv). Skvěle zachované exempláře enantiornitů o stáří 127 milionů let byly objeveny také ve Španělsku.
Jak ukázal objev, publikovaný v roce 2021, někteří enantiorniti měli lebku anatomicky velmi podobnou lebce neptačích teropodních dinosaurů (byla akinetická, méně kompaktní a na úrovni jednotlivých kosterních fragmentů takřka nepohyblivá).

## Rozmnožování
Opakovaný objev medulární kosti (tkáně bohaté na vápník, sloužící jako zdroj tohoto prvku pro tvorbu vaječné skořápky) u enantiornitů dokazuje, že měli podobný reprodukční systém jako dnešní („moderní“) ptáci. Unikátní objev fosilních mláďat enantiornitů z tzv. Jeholské bioty v Číně ukázal, že tito pravěcí opeřenci pelichali (měnili peří z prachového na obrysové) podobně jako dnešní ptáci.
Objev výborně zachovalých fosilií devíti samic enantiornitů z Číny prokázal, že stejně jako u dnešních ptáků byl i u těchto praptáků funkční pouze levý vejcovod, zatímco funkčnost pravého byla brzy v evoluční historii ptáků ztracena.

## Rozměry
Většina druhů enantiornitů dosahovala jen malých tělesných rozměrů. Mezi největší druhy patřil například druh Mirarce eatoni, formálně popsaný v listopadu roku 2018. Tento severoamerický taxon ze sedimentů souvrství Kaiparowits v Utahu měl pažní kost (humerus) dlouhou téměř 10 centimetrů, což odpovídá celkové délce těla přes 50 centimetrů. Tento druh praptáka navíc velmi rychle rostl, což je u zástupce tohoto kladu poměrně neobvyklé.

## Měkké tkáně
U některých skvěle zachovaných fosilních jedinců byly objeveny i fosilní otisky původních měkkých tkání, například u druhu Orienantius ritteri a mnoha dalších. V jantaru z Myanmaru byly objeveny celé části těl těchto praptáků v exkluzivním stavu dochovaní.